# Tobias Gossmann
Tobias Gossmann (1965) es un director de orquesta y violinista germano. 

## Biografía
Tobias Gossmann nació en Siegen, Alemania.
A la edad de 8 años recibió sus primeras clases de piano y violín.
Cursó los estudios profesionales en la Escuela Superior de Música de Viena -Hochschule für Musik und darstelllende Kunst Wien-.  donde estudió violín con Günter Pichler Alban-Berg-Quartett y Dora Schwarzberg y posteriormente dirección orquestal con Leopold Hager. Esta institución le concedió el diploma artístico con los más altos honores. 
Su carrera profesional empezó como concertino de la orquesta de cámara vienesa “Maurice Ravel Ensemble”. Más tarde ocupó la plaza de concertino asociado en la Orquesta Sinfónica del Gran Teatro del Liceo de Barcelona.
Como director de orquesta actúa principalmente en Europa y Asia.
De 2003 a 2016 fue director Musical y Director Principal de la Orquestra Camerata XXI. Desde 2017 es Director Musical de la Orquesta Filarmónica de la Universidad de Alicante.